# Irina Nikolajewna Worobjowa
Irina Nikolajewna Worobjowa (russisch Ирина Николаевна Воробьёва, englisch Irina Vorobieva; * 30. Juni 1958 in Leningrad, Sowjetunion; † 12. April 2022 in Colorado Springs, Vereinigte Staaten) war eine sowjetische Eiskunstläuferin, die im Paarlauf startete.
Ihr erster Eiskunstlaufpartner war Alexander Wlassow. Seinen ersten internationalen Auftritt hatte das Paar, das von Tamara Moskwina trainiert wurde, bei der Weltmeisterschaft 1974, die es auf dem sechsten Platz beendete. 1976 wurden Worobjowa und Wlassow in Abwesenheit von Irina Rodnina und Alexander Saizew sowjetische Meister. In diesem Jahr errangen sie auch ihre ersten internationalen Medaillen. Sowohl bei der Europameisterschaft in Genf wie auch bei der Weltmeisterschaft in Göteborg gewannen sie Bronze hinter Rodnina und Saizew und Romy Kermer und Rolf Oesterreich aus der DDR. Die Olympischen Spiele in Innsbruck beendeten sie aufgrund einiger Fehler auf dem vierten Platz. 1977 wurden sie in Helsinki Vize-Europameister und in Tokio Vize-Weltmeister hinter ihren überragenden Landsleuten.
Ab 1979 trat Worobjowa mit ihrem Ehemann Igor Lissowski im Paarlauf an. Sie wurden in Zagreb auf Anhieb Vize-Europameister hinter ihren Landsleuten Marina Tscherkassowa und Sergei Schachrai. Bei der Weltmeisterschaft verpassten sie als Vierte äußerst knapp eine Medaille gegen Sabine Baeß und Tassilo Thierbach aus der DDR. 1980 nahm das Paar an keinem internationalen Turnier teil. Bei ihrer Rückkehr wurden Worobjowa und Lissowski 1981 in Innsbruck Europameister und in Hartford Weltmeister. 1982 war das letzte Jahr in der Karriere des Paares. Es reichte bei der Europameisterschaft in Lyon noch zu einer Bronzemedaille, bei der Weltmeisterschaft wurden sie Fünfte.
Worobjowa arbeitete zuletzt als Trainerin in Colorado Springs.

## Ergebnisse

### Paarlauf
(mit Alexander Wlassow)
| Wettbewerb / Jahr           | 1972 | 1973 | 1974 | 1975 | 1976 | 1977 |
| --------------------------- | ---- | ---- | ---- | ---- | ---- | ---- |
| Olympische Winterspiele     |      |      |      |      | 4.   |      |
| Weltmeisterschaften         |      |      | 6.   | 4.   | 3.   | 2.   |
| Europameisterschaften       |      |      |      |      | 3.   | 2.   |
| Sowjetische Meisterschaften | 2.   |      | 3.   |      | 1.   | 2.   |

(mit Igor Lissowski)
| Wettbewerb / Jahr           | 1979 | 1980 | 1981 | 1982 |
| --------------------------- | ---- | ---- | ---- | ---- |
| Weltmeisterschaften         | 4.   |      | 1.   | 5.   |
| Europameisterschaften       | 2.   |      | 1.   | 3.   |
| Sowjetische Meisterschaften | 3.   | 2.   | 2.   | 3.   |